# Atzendorf (Staßfurt)
Atzendorf ist eine im Norden des Salzlandkreises (Sachsen-Anhalt) gelegene zur Stadt Staßfurt gehörende Ortschaft. Der Ortsteil umfasst eine Fläche von 21,1 km², auf der rund 1200 Einwohner leben.

## Geografie
Atzendorf liegt im Zentrum Sachsen-Anhalts zwischen dem Südrand der Magdeburger Börde und dem nordöstlichen Rand der Egelner-Staßfurter Mulde, einer stillgelegten Braunkohlenlagerstätte. Der Ort ist von landwirtschaftlichen Flächen umgeben, sein Ortskern liegt auf einer Höhe von 83 Metern. Am südlichen Ortsrand beginnt ein kleiner Wasserlauf, der in südwestlicher Richtung nach 3,5 km in den Bodezulauf Marbegraben mündet. Das Stadtzentrum von Staßfurt ist zehn Straßenkilometer entfernt und ist über die östlich des Ortes verlaufende Landesstraße L50 sowie die Landesstraße 72 zu erreichen. Unmittelbare Nachbarorte sind Förderstedt (4 km südöstlich) und Unseburg (7 km westlich). In Förderstedt befindet sich an der Bahnlinie Magdeburg–Aschersleben der nächste Bahnhof (Stand 2011/12). Der ehemalige Gemeindebereich umfasst 21,1 km².
Wegen der Lage im Regenschatten des Harzes ist das Lokalklima recht trocken; Atzendorf gilt mit 399 mm pro Jahr als regenärmster Ort Deutschlands. Der trockenste Monat ist der Februar, die meisten Niederschläge fallen im Juni.

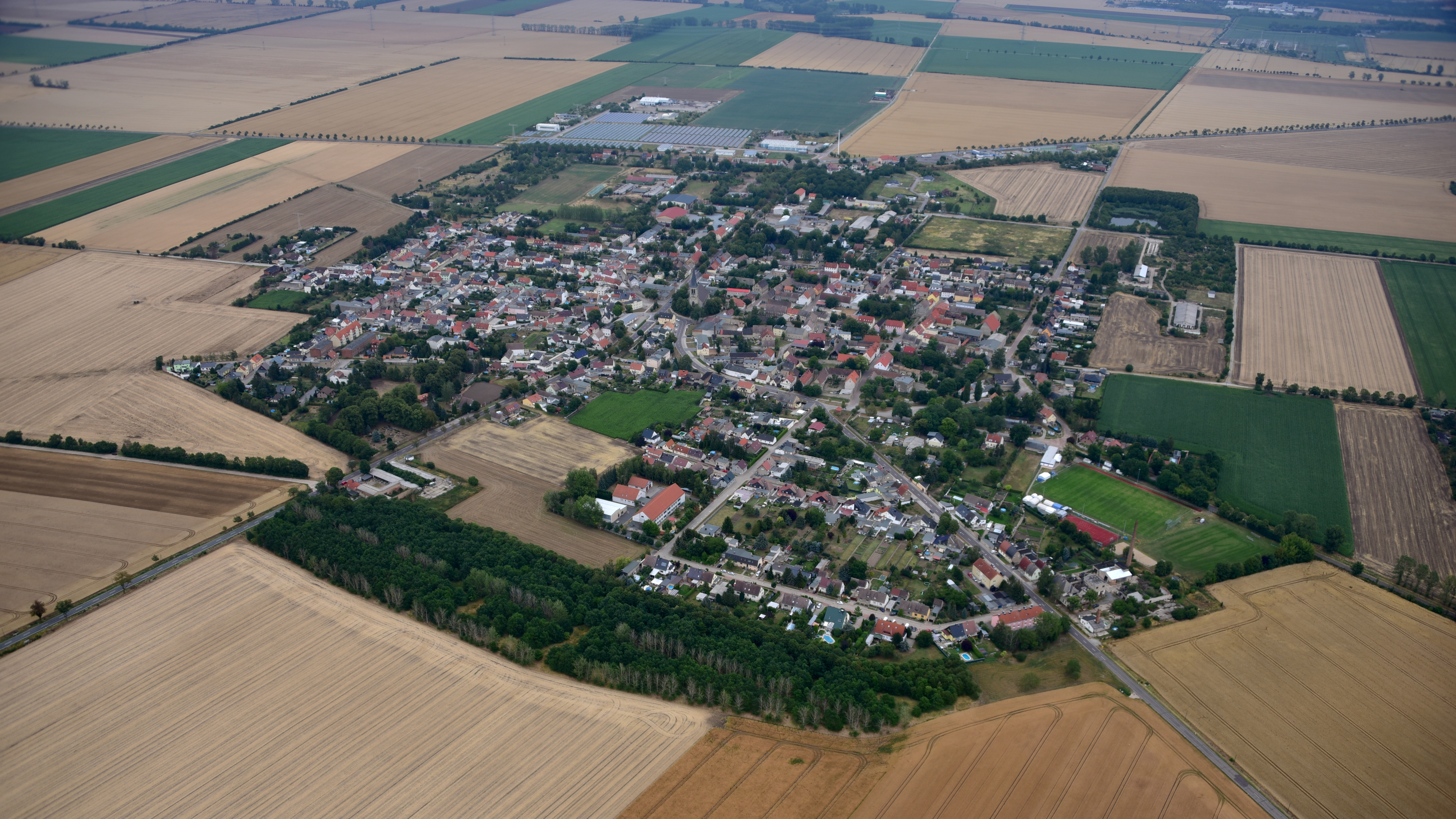
Atzendorf (Staßfurt), Luftaufnahme (2019)

## Geschichte
In einer Schenkungsurkunde vom 29. Januar 946 von König Otto I. für das Magdeburger Mauritiuskloster wurde Atzendorf erstmals unter der Bezeichnung Addestanstidi urkundlich erwähnt. In einer weiteren Urkunde von Otto II. vom 4. Juni 973 hatte sich der Name in Addestondorp geändert. Über das Mauritiuskloster gelangte Atzendorf in den Besitz des Erzstifts Magdeburg. Ab 1258 übte der Dompropst Albrecht von Magdeburg die Gerichtsbarkeit aus. Im 14. Jahrhundert wurde das erste Kirchengebäude errichtet und dem Heiligen Eustachius geweiht. Durch Brandstiftung wurden 1482 Teile des Dorfes zerstört. Im Zuge der Reformation kam Atzendorf 1541 unter die Herrschaft des Kurfürstentums Brandenburg. Bis 1806 lag Atzendorf administrativ im Holzkreis I. Die erste Kirchenvisitation von 1563 ermittelte 50 Hauswirte, einen Pfarrer, einen Küster und einen Bäcker. Zu Beginn des Dreißigjährigen Krieges war der Ort von einem Wallgraben und einer Fachwerkmauer umgeben, die durch zwei Tore unterbrochen war. 1634 kam es während des Krieges durch kaiserliche Truppen zu Plünderungen und erheblichen Zerstörungen. Der größte Teil der geflohenen Bevölkerung kehrte erst nach 14 Jahren wieder zurück. Da der Ort immer wieder mit aufsteigender Nässen zu kämpfen hatte, wurden bereits 1683 die wichtigsten Straßen gepflastert. Am 14. Januar 1715 vernichtete ein großer Brand, der vorsätzlich gelegt wurde, 49 Wohnhäuser, die Schule, die Schmiede und die Schänke. Neun Personen kamen ums Leben. Mitte des 18. Jahrhunderts begann sich der Ort über die Befestigungsgrenzen hinaus auszudehnen. Die vom Atzendorfer Pfarrer Samuel Carsted verfasste Atzendorfer Chronik weist 1762 18 Bauern, 9 Halbspänner und 36 Kossaten aus. Als Handwerker werden Bader, Schuster, Schneider, Leineweber, Maurer, ein Stellmacher, ein Sattler und ein Gerber erwähnt. 1781 hatte Atzendorf 712 Einwohner, die in 94 Häusern lebten.
Nach der Niederlage Preußens gegen Napoleon kam Atzendorf 1807 im neu geschaffenen Königreich Westphalen des Napoleon-Bruders Jérôme Bonaparte unter französische Herrschaft und gehörte für sechs Jahre zum Kanton Staßfurt. Auf seinem Weg von Dresden nach Magdeburg zog Napoleon durch Atzendorf und hielt dort vor der Dorfbevölkerung eine Ansprache. Nachdem Preußen nach der Vertreibung Napoleons 1816 eine Kreisgebietsreform durchgeführt hatte, wurde Atzendorf dem Kreis Calbe zugeordnet. Zur Mitte des 19. Jahrhunderts wurde westlich des Ortes mit dem Untertage-Abbau von Braunkohle begonnen. Nur zwei Kilometer südwestlich entstand die Grube Marie, aus der am 10. Februar 1872 durch Vereinigung mit anderen Gruben der Bergwerksbetrieb Marbe gegründet wurde. Durch die neu geschaffenen Arbeitsplätze schnellte die Bevölkerungszahl Atzendorfs bis 1875 auf 2599 hoch und Wohlstand breitete sich im Ort aus. Davon zeugt auch der überdimensionale Neubau der St.-Eustachius-Kirche, der 1889 vollendet wurde. An dem Neubau der modernen Verkehrswege partizipierte Atzendorf nur mittelbar. Sowohl die 1801 fertiggestellte Fernstraße Magdeburg – Halle (heute B 71) als auch die 1866 eingeweihte Bahnstrecke Schönebeck–Güsten führen in einiger Entfernung am Ort vorbei. Auch die 1892 in Betrieb genommene Braunkohlenbahn Etgersleben–Förderstedt lag mit ihrem Bahnhof Grube Marie etwa 1,5 km entfernt. Weitere Arbeitsplätze wurden durch die Errichtung einer Zuckerfabrik geschaffen. 1925 hatte Atzendorf mit 3287 Einwohnern den Höhepunkt seiner Entwicklung erreicht.
Nach dem Ende des Zweiten Weltkrieges kam Atzendorf 1945 zunächst unter amerikanische, ab 1. Juli 1945 unter sowjetische Besatzung. Durch eine Gebietsreform der DDR wurde am 10. Juni 1950 der Landkreis Calbe aufgelöst und Atzendorf dem Landkreis Schönebeck zugeordnet. Am 1. September 1952 wurde Atzendorf dem neu gegründeten Kreis Staßfurt im Bezirk Magdeburg zugeordnet. Der Braunkohlenschacht Marbe, zuletzt Betriebsteil des VEB Braunkohlenwerk Unseburg, wurde 1962 stillgelegt, die Einwohnerzahl von Atzendorf sank 1964 auf 2801. Im selben Jahr schloss sich die Atzendorfer Landwirtschaftliche Produktionsgenossenschaft (LPG) mit den LPG in Löderburg und Förderstedt zu der Groß-LPG „Sieg des Sozialismus“ mit Sitz in Atzendorf zusammen. Am 5. Februar 1967 wurde auf der Bahnstrecke Etgersleben–Förderstedt der Personenverkehr, 1967 auch der Güterverkehr aufgegeben.
Nach der politischen Wende von 1989 wurden 1991 in Atzendorf am Calbeschen Weg ein Gewerbegebiet und 1997 das Wohngebiet Am Park erschlossen. Mit der Kreisreform von Sachsen-Anhalt wurden 1994 der Landkreis Staßfurt aufgelöst und Atzendorf wieder dem Landkreis Schönebeck zugeordnet. Seit 1994 war Atzendorf eine Mitgliedsgemeinde der Verwaltungsgemeinschaft „Östliche Börde“ mit Sitz in Eickendorf. Am 10. März 2004 wurde Atzendorf in die Einheitsgemeinde Förderstedt eingegliedert. Zu dieser Zeit hatte Atzendorf nur noch etwa 1600 Einwohner. Nach einer weiteren Kreisreform 2007 wurden die Landkreise Schönebeck, Bernburg und Aschersleben-Staßfurt zum neugebildeten Salzlandkreis zusammengefasst. Am 1. Januar 2009 verlor die Einheitsgemeinde Förderstedt mit den Ortsteilen Atzendorf, Brumby, Glöthe, Löbnitz und Üllnitz ihre Eigenständigkeit und wurde in die Stadt Staßfurt eingemeindet.

## Wappen
Das Atzendorfer Wappen wurde vom Magdeburger Heraldiker Jörg Mantzsch entworfen. Grundlage bildet ein bereits seit dem 15. Jahrhundert geführtes Siegel der Gemeinde, dessen Siegelbild den rechts  reitenden St. Eustachius mit Horn und vor einem Hirsch zeigte. Dieses Siegelbild kehrt in verschiedenen Gemeindesiegeln bis in die Mitte des 20. Jahrhunderts wieder. Der Heilige Eustachius ist Schutzpatron der Kirche und des Dorfes. Das Wappen wurde am 5. November 1993 vom Regierungspräsidium Sachsen-Anhalt amtlich genehmigt.

## Sehenswürdigkeiten
Im Zentrum von Atzendorf befindet sich die evangelische Kirche St. Eustachius. Sie wurde zwischen 1887 und 1889 errichtet und trat an die Stelle eines Kirchengebäudes aus dem 14. Jahrhundert, dessen Bauzustand schlecht und dessen Größe der gewachsenen Einwohnerzahl von Atzendorf nicht mehr gerecht wurde. Nach Plänen des Berliner Architekten Friedrich Adler, der später auch die Pläne für die Wittenberger Schlosskirche lieferte, entstand ein neugotischer Bau aus Muschelkalkquadern. Die dreischiffige Halle wird in abgetreppte Strebepfeiler und zweibahnige Maßwerkfenster gegliedert und von Satteldächern abgeschlossen. Der Westturm ist mit einer Höhe von etwa 50 m weit ins Land sichtbar. Mit dem Hauptportal, den Schallarkaden, der großen gegliederten Fensterfront und schlanken Mittelstützen ist er auffallender als das Kirchenschiff gegliedert. Er wird von einem achteckigen Turmhelm mit Kugel und schmiedeeisernem Kreuz bekrönt. Das Innere des Kirchenschiffs wird von einem hohen Rippengewölbe gedeckt, das auf Backsteinsäulen ruht. Aus dem Vorgängerbau wurde der sandsteinerne Taufstein und ein hölzernes Kruzifix, beide aus dem 17. Jahrhundert, übernommen. Aus der Bauzeit stammen drei farbige Fenster, hergestellt von der Quedlinburger Firma Ferdinand Müller, sowie die Orgel von Wilhelm Rühlmann aus Zörbig, für die die Werkstatt des Holzbildhauers Gustav Kuntzsch, Wernigerode, das Orgelgehäuse lieferte. Die Orgel, die im Jahr 2000 restauriert wurde, befindet sich auf der Westempore, die von einer Spitzbogenarkade getragen wird.
Wegen ihrer imposanten Größe nennt man die Kirche auch liebevoll den Rüben-Dom.

## Religionen
Die St.-Eustachius-Kirche gehört zum Pfarrbereich Förderstedt im Kirchenkreis Egeln der Evangelischen Kirche in Mitteldeutschland.
Die katholische Herz-Jesu-Kirche befand sich am Bornschen Weg, sie wurde 2012 profaniert und verkauft. 1901 war die Kirche errichtet worden, nachdem sich katholische Arbeiter in Atzendorf und Umgebung niedergelassen hatten.

## Persönlichkeiten
- Otto Kilian (1879–1945), kommunistischer Politiker, Journalist und Schriftsteller
- Hilmar Fuß (* 1943), Fußballspieler